# Vesicularia reimersiana
Vesicularia reimersiana är en bladmossart som beskrevs av Maurice Bizot och Potier de la Varde 1952. Vesicularia reimersiana ingår i släktet Vesicularia och familjen Hypnaceae. Inga underarter finns listade i Catalogue of Life.